# Herbert Knaup
Herbert Knaup (Sonthofen, 23 marzo 1956) è un attore tedesco.

## Filmografia parziale

### Cinema
- Falsa identità (Die Sieger), regia di Dominik Graf (1994)
- Schlafes Bruder, regia di Joseph Vilsmaier (1995)
- Irren ist männlich, regia di Sherry Hormann (1996)
- Die Musterknaben, regia di Ralf Huettner (1997)
- Lola corre (Lola rennt), regia di Tom Tykwer (1998)
- Südsee, eigene Insel, regia di Thomas Bahmann (1999)
- Un perfetto criminale (Ordinary Decent Criminal), regia di Thaddeus O'Sullivan (2000)
- Marlene, regia di Joseph Vilsmaier (2000)
- Deseo, regia di Gerardo Vera (2002)
- Ganz und gar, regia di Marco Kreuzpaintner (2003)
- Anatomy 2 (Anatomie 2), regia di Stefan Ruzowitzky (2003)
- Luci lontane (Lichter), regia di Hans-Christian Schmid (2003)
- Der alte Affe Angst, regia di Oskar Roehler (2003)
- Agnes und seine Brüder, regia di Oskar Roehler (2004)
- Le particelle elementari (Elementarteilchen), regia di Oskar Roehler (2006)
- Le vite degli altri (Das Leben der Anderen), regia di Florian Henckel von Donnersmarck (2006)
- Dolf e la crociata dei bambini (Kruistocht in spijkerbroek), regia di Ben Sombogaart (2006)
- Du bist nicht allein, regia di Bernd Böhlich (2007)
- Stellungswechsel, regia di Maggie Peren (2007)
- Die Geschichte vom Brandner Kaspar, regia di Joseph Vilsmaier (2008)
- This Is Love, regia di Matthias Glasner (2009)
- Jerry Cotton, regia di Cyrill Boss e Philipp Stennert (2010)
- Il gusto dell'amore (Bon appétit), regia di David Pinillos (2010)
- Arschkalt, regia di André Erkau (2011)
- In Darkness (W ciemnosci), regia di Agnieszka Holland (2011)
- Schutzengel, regia di Til Schweiger (2012)
- Drei Zimmer/Küche/Bad, regia di Dietrich Brüggemann (2012)
- Un fantasma per amico (Das kleine Gespenst), regia di Alain Gsponer (2013)
- Irre sind männlich, regia di Anno Saul (2014)
- Die letzte Sau, regia di Aron Lehmann (2016)
- Die Rettung der uns bekannten Welt, regia di Til Schweiger (2021)
- Lieber Kurt, regia di Til Schweiger (2022)
- Einfach mal was Schönes, regia di Karoline Herfurth (2022)

### Televisione
- Sangue sul ghiaccio (Mit verbundenen Augen) - film TV (1995)
- Annas Heimkehr - film TV (2003)
- Mein erster Freund, Mutter und ich - film TV (2003)
- Margarete Steiff - film TV (2005)
- Blond: Eva Blond! - serie TV, 6 episodi (2002-2006)
- Der Untergang der Pamir - film TV (2006)
- Tarragona - Ein Paradies in Flammen - film TV (2007)
- Mogadischu - film TV (2008)
- Jenseits der Mauer - film TV (2009)
- Sissi (Sisi) - miniserie TV, 2 episodi (2009)
- Marco W. - 247 Tage im türkischen Gefängnis - film TV (2011)
- Der Mann mit dem Fagott - film TV (2011)
- Milchgeld. Ein Kluftingerkrimi - film TV (2012)
- Die Heimkehr - film TV (2012)
- Landauer - Der Präsident - film TV (2014)
- Glückskind - film TV (2014)
- Toter Winkel - film TV (2017)
- Un'estate tra le montagne bavaresi (Ein Sommer im Allgäu) - film TV (2017)
- Blackout - miniserie TV, 5 episodi (2021)
- Die Kanzlei - serie TV, 65 episodi (2015-2022)
- Jokah & Tutty - serie TV, 10 episodi (2023)
- Sarah Kohr - serie TV, 9 episodi (2014-2024)